# Федяков, Иван Лаврентьевич
Иван Лаврентьевич Федяков (1920—1943) — старший лейтенант Рабоче-крестьянской Красной армии, участник Великой Отечественной войны, Герой Советского Союза (1944).

## Биография
Родился 18 июля 1920 года в деревне Александровка Малоархангельского уезда Орловской губернии (ныне — Малоархангельский район Орловской области). Окончил десять классов школы. В сентябре 1939 года был призван на службу в Рабоче-крестьянскую Красную армию. В 1940 году окончил Харьковскую военную авиационную школу пилотов. С 15 ноября 1941 года — на фронтах Великой Отечественной войны. Воевал на Западном, Сталинградском, Северо-Кавказском и Южном фронтах. В декабре 1941 года старший сержант 686-го ночного авиаполка Федяков за успешную бомбардировку позиций противника Тарутино был представлен к награждению орденом Красного Знамени. В процессе выполнения этого задания самолёт получил 4 пробоины от огня зенитной артиллерии и ещё несколько от пулемётно-ружейного огня противника, но в результате умелого управления Федяков смог перетянуть самолёт через линию фронта и произвести вынужденную посадку. Благодаря этим действиям, повреждённая машина в разобранном виде была доставлена на полковой аэродром близ Лопасни и возвращена в строй, а старший сержант награждён орденом Красного Знамени.
8 августа 1942 года принимал участие в налёте в составе группы из восьми Ил-2 на аэродром у станции Абганерово на Сталинградском фронте, где несмотря на противодействия вражеских истребителей и систем ПВО было уничтожено 5 танков, 7 автомашин и 1 находящийся на земле самолёт.
9 августа 1942 года при штурмовке аэродрома противника в районе Подольховского было уничтожено 8 припаркованных самолётов типа Ju 88, но Ил-2 Федякова был сбит. Выпрыгивая из горящего самолёта с парашютом, Федяков получил обширные ожоги 3-й степени кожи лица и тела. Приземлившись на вражеском аэродроме, воспользовался замешательством противника и сумел остаться незамеченным, спрятавшись в камышах, а спустя три дня выбраться в расположение советских войск.
Выписавшись из госпиталя, продолжил вести боевую работу, произвёл в дальнейшем на Северо-Кавказском и Южном фронтах 16 боевых вылетов в качестве ведущего.
Летом 1943 года отличился в ходе Миусской операции. При выполнении боевого задания 26 июля 1943 года Федяков обнаружил в небе группу немецких бомбардировщиков Ju 87 и атаковал её во главе шести Ил-2. Один из Ju 87 сбил лично, остальные рассеялись и, беспорядочно сбросив бомбы, ушли вглубь территории контролируемой немецкими войсками. Группа Федякова продолжила выполнение задания, основной целью которого была бомбардировка укреплений противника на высоте 277,9 «Саур-Могила». Зайдя со стороны солнца, штурмовики подавили две зенитные установки и за 6 заходов уничтожили большинство целей. Чем существенно облегчили захват высоты наземными войсками РККА. 1 августа 1943 года самолёт Федякова при атаке цели получил прямое попадание зенитного орудия, начался пожар. Лётчику удалось вывести машину из крутого пике и сбить пламя, но он вновь получил сильные ожоги. Тем не менее, уже 4 августа он был на штурмовке скопления вражеской техники на перекрёстке дорог в районе высоты 168,5 на Миус-фронте. В результате этой атаки было уничтожено 2 танка, 4 автомашины и четыре десятка солдат противника. За боевые заслуги в этот период старший лейтенант Федяков получил свой второй орден Красного Знамени.
К сентябрю 1943 года старший лейтенант Федяков командовал эскадрильей 503-го штурмового авиаполка 206-й штурмовой авиадивизии 7-го штурмового авиакорпуса 8-й воздушной армии Южного фронта. К тому времени совершил 70 боевых вылетов (на самолётах Р-5 и Ил-2) на штурмовку скоплений боевой техники и живой силы противника, нанеся ему большие потери. 7 сентября 1943 года во время очередного боевого вылета самолёт Федякова был сбит, лётчик направил его на скопление вражеской техники в районе села Староласпа Тельмановского района Сталинской области Украинской ССР, погибнув при взрыве. Вместе с командиром погиб его воздушный стрелок младший лейтенант Худайберген Мамутов (1915-1943), уроженец города Чимбай.
Указом Президиума Верховного Совета СССР от 13 апреля 1944 года старший лейтенант Иван Федяков посмертно был удостоен звания Героя Советского Союза. Также был награждён орденом Ленина и двумя орденами Красного Знамени.

## Память
- бюсты на Аллее Героев в Малоархангельске и в с. Александровке
- имя выбито на доске на Аллее Героев в Чугуеве (Харьковская область Украины)
- имя выбито на доске в с. Староласпе
- в честь Федякова в с. Староласпе установлен самолёт МиГ-19
- имя присвоено избирательному участку № 477 Орловской области (здание МБОУ «Малоархангельская средняя общеобразовательная школа № 2»); Постановление Избирательной комиссии Орловской области от 6 мая 2015 года № 122/941-5
- на месте гибели создан мемориальный комплекс.

## Награды
- Герой Советского Союза, указ ПВС от 13.04.1944[2]:
  - орден Ленина,
  - медаль «Золотая Звезда»;
- два ордена Красного Знамени (06.01.1942[3], 30.08.1943[1]).